# Anumeta major
Anumeta major är en fjärilsart som beskrevs av Rothschild 1913. Anumeta major ingår i släktet Anumeta och familjen nattflyn. Inga underarter finns listade i Catalogue of Life.